# Robert Harris Mnookin
 (mai 2021).
Robert Harris Mnookin (né à Kansas City) est un avocat, auteur et professeur de droit américain.

## Biographie
Il est spécialisé sur la résolution des conflits (en), la négociation et l'arbitrage.
Il est l'un des principaux arbitres ayant résolu un différend de sept ans sur les droits de logiciel entre IBM et Fujitsu dans les années 1980.
Il donne des cours à la faculté de droit de Harvard et est président du programme de négociation de l'école depuis 1994,.

## Publications notables
- (en) The Jewish American Paradox: Embracing Choice in a Changing World (2018, Public Affairs) ;
- (en) Bargaining with the Devil: When to Negotiate, When to Fight (2010, Simon & Schuster) ;
- (en) Beyond Winning: Negotiating To Create Value in Deals and Disputes with Scott R. Peppet and Andrew S. Tulumello (2000, Harvard University Press) ;
- (en) Dividing The Child:  Social and Legal Dilemmas of Custody with Eleanor Maccoby (1992, Harvard University Press) ;
- (en) In the Interest of Children:  Advocacy, Law Reform & Public Policy (1985, W. H. Freeman and Company).